# Championnat de Tunisie féminin de football
Cet article traite uniquement du championnat féminin. Pour le championnat masculin, voir Championnat de Tunisie de football
Le championnat de Tunisie féminin de football (arabe : الرابطة التونسية المحترفة لكرة القدم للسيدات) voit le football féminin institutionnalisé en Tunisie en 2003-2004. Plusieurs tournois amicaux ont été organisés depuis la première compétition officielle disputée en 2004-2005.

## Histoire
Le premier championnat tunisien féminin est disputé lors de la saison 2004-2005.

## Clubs participant en 2024–2025
- Association sportive de la Banque de l'habitat
- Association sportive féminine de Bou Hajla
- Avenir sportif de Jérissa
- Association sportive féminine de Médenine
- Association sportive féminine de Menzel Bourguiba
- Perle sportive féminine de Sfax
- Majd sportive de Sidi Bouzid
- Association sportive féminine de Sousse
- Tunisia Sports

## Palmarès
| N°  | Saison    | Vainqueur                                                     |
| --- | --------- | ------------------------------------------------------------- |
| 1re | 2004-2005 | Union sportive tunisienne                                     |
| 2e  | 2005-2006 | Institut supérieur du sport et de l'éducation physique du Kef |
| 3e  | 2006-2007 | Institut supérieur du sport et de l'éducation physique du Kef |
| 4e  | 2007-2008 | Association sportive féminine du Sahel                        |
| 5e  | 2008-2009 | Association sportive féminine du Sahel                        |
| 6e  | 2009-2010 | Association sportive de la Banque de l'habitat                |
| -   | 2010-2011 | championnat annulé à cause de la révolution                   |
| 7e  | 2011-2012 | Association sportive féminine du Sahel                        |
| 8e  | 2012-2013 | Association sportive féminine du Sahel                        |
| 9e  | 2013-2014 | Association sportive féminine du Sahel                        |
| 10e | 2014-2015 | Tunis Air Club                                                |
| 11e | 2015-2016 | Tunis Air Club                                                |
| 12e | 2016-2017 | Association sportive féminine du Sahel                        |
| 13e | 2017-2018 | Association sportive de la Banque de l'habitat                |
| 14e | 2018-2019 | Association sportive de la Banque de l'habitat                |
| -   | 2019-2020 | championnat annulé à cause de la pandémie de Covid-19         |
| 15e | 2020-2021 | Association sportive féminine de Sousse                       |
| 16e | 2021-2022 | Association sportive de la Banque de l'habitat                |
| 17e | 2022-2023 | Association sportive féminine de Sousse,                      |
| 18e | 2023-2024 | Association sportive féminine de Sousse                       |
| 19e | 2024-2025 | Association sportive féminine de Sousse                       |

## Palmarès par équipe
| Club                                                          | Ville  | Titres | Années                             |
| ------------------------------------------------------------- | ------ | ------ | ---------------------------------- |
| Association sportive féminine du Sahel                        | Sousse | 6      | 2008, 2009, 2012, 2013, 2014, 2017 |
| Association sportive de la Banque de l'habitat                | Tunis  | 4      | 2010, 2018, 2019, 2022             |
| Association sportive féminine de Sousse                       | Sousse | 4      | 2021, 2023, 2024, 2025             |
| Tunis Air Club                                                | Tunis  | 2      | 2015, 2016                         |
| Institut supérieur du sport et de l'éducation physique du Kef | Le Kef | 2      | 2006, 2007                         |
| Union sportive tunisienne                                     | Tunis  | 1      | 2005                               |